# Armorial de la Biélorussie
- il comporte peu ou pas de sources.
- certaines figures sont encore dans un format bitmap et doivent être vectorisées.

## Armes nationales
| Image | Blasonnement |
| ----- | --- |
|       | Pahonie Armes historiques : De gueules au chevalier d'argent à l'armure et la monture de même, cabrée à sénestre, le chevalier tendant vers dextre une épée aussi d'argent dans sa main dextre et, dans sa main sénestre, tenant un écu de même frappé d'une croix d'Anjou d'or. |
|       | Emblème de la République socialiste soviétique de Biélorussie |
|       | Armoiries officielles actuelles |

## Voblasts
| Blason | Nom de la voblast et blasonnement | Drapeau |
| ------ | --- | ------- |
|        | Voblast de Brest De gueules, à la bordure d'or et au bison d'or ; à deux fasce-pals retenus d'azur. |         |
|        | Voblast de Homiel De sinople à la croix pattée d'argent, au chef un archer d'argent tirant à dextre ; à dextre, un aigle de sable ; à la pointe, un étendard pourpre au Pahonie ; à sénestre, une corne de sable ; sur le tout d'azur au lynx d'or.                      |         |
|        | Voblast de Hrodna De gueules au bison d'or. |         |
|        | Voblast de Moguilev D'or, sommé d'un ovale d'azur à la Vierge et l'Enfant d'argent ; à la pointe, trois monts de sinople aux épis de blé au naturel. |         |
|        | Voblast de Minsk D'azur aux quatre fasces ondées d'or, cantonné à sénestre des armes de Minsk (D'azur à la Vierge au naturel vêtue de gueules et d'azur, sur un nuage d'argent, portée par deux anges au naturel vêtus d'argent et surmontés de deux chérubins de même). |         |
|        | Voblast de Vitebsk Pahonie |         |

## Villes
- Haut – A
- B
- C
- D
- E
- F
- G
- H
- I
- J
- K
- L
- M
- N
- O
- P
- Q
- R
- S
- T
- U
- V
- W
- X
- Y
- Z

## A
| Image | Nom de la ville et blasonnement |
| ----- | --- |
|       | Achmiany Tiercé en pairle renversé : au premier de gueules à la main de sénestre au naturel tenant une balance d'or, au deuxième d'azur au bouclier d'or et au troisième d'argent au taureau de gueules chargeant à sénestre (version actuelle) Ou Coupé : au premier de gueules au chevalier d'argent, la monture de même, sur une terrasse de sinople, au second d'azur, un ours au naturel sur une terrasse de sinople. (version ancienne) |
|       | Aktsiabarski Parti : au premier d'or aux trois écureuils de gueules, au second de gueules, une couronne royale d'argent en chef et une croix pattée d'or en pointe. |

## B
| Image | Nom de la ville et blasonnement |
| ----- | --- |
|       | Baran D'azur à la pairle d'or renversée et abaissée, sommée d'un cor de sable ; une croix pattée d'argent en chef. |
|       | Baranavitchy Coupé : au premier de gueules à la locomotive à vapeur d'or, chargé en chef du mot Баранавічы d'or ; au second, abaissé, de sinople à la demi-roue dentée d'or vers la pointe ; le tout orlé d'or. |
|       | Babrouïsk D'argent, au mât tenné naissant de la pointe, retenu par quatre cordes tendues vers la pointe, réparties en deux à dextre, deux à sénestre, le tout surmonté de deux planches tennées, l'une naissant de la pointe dextre, l'autre de la pointe sénestre et croisées sur le mât. |
|       | Bialynitchy D'azur à Vierge et l'Enfant, tous deux de carnation, vêtus et auréolés d'or. |
|       | Biaroza D'azur à la champagne ondée d'argent surmontée d'une divise ondée de même, le tout lui-même surmonté de la porte du monastère du lieu d'argent. |
|       | Berazino D'azur à la fasce ondée d'argent ; au chef un lis polonais d'argent et en pointe deux glands accompagnés de deux feuilles de chêne, le tout au naturel. |
|       | Bechankovitchy D'argent à cinq divises ondées d'azur, sommées d'une nef de gueules, voguant vers sénestre, la voile ornée d'un lis polonais, le tout chargé de deux tonneaux et de trois cartouches. |
|       | Belaaziorsk D'azur au croissant d'argent surmonté d'un arc chargé de trois flèches, celles de dextre et sénestre stylisées en éclairs, le tout d'argent. |
|       | Baryssaw D'argent, au château de même ouvert et donjonné de deux tours coiffées de gueules, le tout sur une terrasse de sinople et surmonté de Saint-Pierre vêtu d'or et d'azur, sur un nuage au naturel. |
|       | Brahine |
|       | Braslaw D'azur, à l'ombre de soleil d'or sommée d'un triangle d'azur orné de l'Œil de Dieu au naturel. |
|       | Brest D'azur orlé d'argent, à l'arc d'argent chargé d'une flèche et tourné au chef (version actuelle) Ou Coupé : au premier de gueules, un taureau tenné sur une terrasse de sinople, au second d'azur à la mer de même, sommée d'une péninsule tennée elle-même sommée d'un mat tenné soutenu par des pierres au naturel, surmonté d'un drapeau d'or à l'aigle bicéphale de sable. (version ancienne) |
|       | Brzostowica Wielka D'argent, à l'écureuil de gueules sur une terrasse de sinople et surmonté d'une couronne marquisale d'or. |
|       | Bouda-Kachaliova De sable à cinq bandes de sinople, le tout surmonté d'une cloche d'or. |
|       | Byarozawka Parti : au premier d'azur aux trois fasces ondées d'argent, au second de gueules aux deux cannes d'argent croisées, surmontées d'un pot-à-feu d'argent orné de sable. Armes parlantes : Differentia specifica |
|       | Bykhaw De gueules, deux canons au naturel croisés. |

## C
| Image | Nom de la ville et blasonnement                                                                                           |
| ----- | --- |
|       | Khotsimsk |
|       | Khoïniki Tranché en engrelé : au chef d'argent, à la pointe de sinople au château d'or ouvert et donjonné de trois tours. |

## D
| Image | Nom de la ville et blasonnement |
| ----- | --- |
|       | Davyd-Haradok |
|       | Dobrouch De sinople aux trois cordes d'argent enroulées et à l'extrémité courbée à sénestre en pointe, réparties en deux et un.                                               |
|       | Dokchytsy De sinople aux deux rochers au naturel en pointe, chacun sommés d'une cruche d'or d'où s'échappe un flot d'eau d'argent ondé de sable vers le chef.                 |
|       | Drahitchyn D'azur à l'arc d'argent chargé d'une flèche de même, surmonté à dextre et sénestre de deux glands de même et au chef de deux colombes croisées également d'argent. |
|       | Drybine De gueules maçonné de sable au fer à cheval au naturel sommé d'une croix d'or à dextre, sénestre et au chef.                                                          |
|       | Doubrouna D'azur maconné de sable et orlé d'azur, à la niche de même encadrée de pierres au naturel et sommée à dextre, sénestre et au chef d'un gland feuillé d'or.          |
|       | Dziarjynsk D'azur à une branche de chêne et une d'olivier croisées. |
|       | Dziatlava D'azur à une terrasse d'argent sommée d'une autre de sinople à la porte et à la muraille du lieu d'or, la première à la fenêtre chargée du chiffre de la ville.     |
|       | Dzisna D'azur à la nef tennée habillée d'argent et soutenue par huit divises ondées d'argent.                                                                                 |

## F
| Image | Nom de la ville et blasonnement                        |
| ----- | ------------------------------------------------------ |
|       | Fanipal De sinople chaussé d'argent, à une pomme d'or. |

## G
| Image | Nom de la ville et blasonnement |
| ----- | --- |
|       | Gomel D'azur, au lynx d'or tourné vers sénestre (version actuelle) Ou De gueules, une croix pattée d'argent. (version de 1562) (version ancienne) |

## H
| Image | Nom de la ville et blasonnement |
| ----- | --- |
|       | Hantsavitchy D'azur à deux ombres d'oies sauvages, mouvant en chef à sénestre, vers un croissant d'or accompagné en chef d'une étoile de même.                                                                                        |
|       | Haradok D'or à un lion au naturel. |
|       | Horki D'or à trois collines tannées, surmontée chacune d'un épi de blé de sinople. |
|       | Hrodna De gueules, à une terrasse d'argent surmontée d'un bœuf au naturel (version ancienne) Ou D'azur au cerf sautant une barrière d'argent tressée, la tête chargée d'une croix latine d'or tournée vers dextre. (version actuelle) |
|       | Hlousk D'or à la terrasse de sinople surmontée de l'église du lieu de gueules maçonnée de sable. |
|       | Hlybokaïe D'azur, à deux sabres d'argent à la poignée d'or croisés, accompagnés de trois besants d'or, 1 et 2, au chef crénelé d'argent.                                                                                              |

## I
| Image | Nom de la ville et blasonnement |
| ----- | --- |
|       | Ivatsevitchy Taillé, au premier de sinople chargé à dextre d'une fleur de lys d'argent doublée et cintrée d'or, au second d'or.          |
|       | Ivanava D'azur, au fer à cheval au nature, surmonté du clocher de l'église du lieu d'argent, cantonné à dextre d'azur à un arc d'argent. |

## J
| Image | Nom de la ville et blasonnement                   |
| ----- | ------------------------------------------------- |
|       | Yelsk De gueules, à deux épées d'argent croisées. |

## K
| Image | Nom de la ville et blasonnement |
| ----- | --- |
|       | Kalinkavitchy Parti, à dextre d'azur et à sénestre de gueules, le tout surmonté d'un pal d'argent biseauté en pointe. |
|       | Kamianets D'argent, à la muraille de gueules maçonnée d'argent et crénelée, surmontée d'une tour de gueules elle-même crénelée et ouverte d'une fenêtre de sable. |
|       | Kapyl D'or, au cor de sable embouché, virolé, lié et pavillonné d'or. |
|       | Karelitchy |
|       | Karma |
|       | Kastsioukovitchy De gueules, à un fer à cheval d'acier en pointe, surmonté de deux épis d'or croisés, eux-mêmes surmontés d'un pot d'or. |
|       | Kirawsk D'azur, à une terrasse de sinople surmontée d'une gerbe de blé d'or liée d'argent. |
|       | Kletsk D'azur, à un cor au naturel embouché, virolé et pavillonné d'argent, surmonté d'une couronne royale d'or. |
|       | Klimavitchy D'azur, une abeille d'or. |
|       | Klitchaw De sinople à une chape d'argent crénelée et à un fer à cheval de même, accompagné au chef et à la pointe de deux croix grecques d'or. |
|       | Kobryn Coupé, au chef de gueules terrassé au naturel, à un bœuf de même, en pointe de sinople également terrassé au naturel à une charrue de même (version ancienne) Ou D'azur à la Vierge et son Enfant de carnation, auréolés d'or, la Vierge vêtue d'or et de sinople, l'Enfant vêtu d'or, cantonné à dextre d'or à une Vierge de carnation auréolée d'or, vêtue de gueules et d'azur. (version actuelle) |
|       | Kolodichi D'azur, à dextre la gare du lieu d'or, à sénestre une antenne émettrice de même, aux ondes d'acier. |
|       | Kassava D'azur à la forteresse du lieu d'argent ouverte de sable, ornée d'un écu de gueules à un arc stylisé d'argent, le tout surmonté d'une couronne royale d'argent. |
|       | Krasnapolle Tranché et crénelé, au premier d'or et au second de sinople à un pot d'or, une terrasse de gueules en pointe sur le tout. |
|       | Krasnasielski De gueules, à trois monts d'argent en pointe, surmontés d'un griffon d'argent armé et becqué d'or, à une épée d'argent à la garde et à la poignée d'or. |
|       | Kreva D'azur, à un croissant d'or surmonté d'une molette d'argent à six branches. |
|       | Krouhlaïe D'azur à un fer à cheval d'or surmonté d'une croix grecque de même. |
|       | Kroupki D'azur, à une fasce ondée d'argent, en chef une roue à aubes d'argent, en pointe, un rameau d'argent feuillé d'or. |
|       | Krytchaw De gueules, à dextre, une croix pattée d'or, à sénestre, une épée d'argent. |

## L
| Image | Nom de la ville et blasonnement |
| ----- | --- |
|       | Liakhavitchy De gueules, à la forteresse du lieu d'argent, ouverte et couverte de sable. |
|       | Leltchytsy De gueules, à deux rameaux de chêne d'or en pointe, surmontés d'une cigogne au naturel en vol. |
|       | Lepiel De pourpre, à un Pahonie. |
|       | Lida Coupé, au premier de gueules à un Pahonie, au second de sinople à une gerbe d'or, une faucille au naturel sur le tout (version ancienne) Ou Parti : au premier de gueules, au second d'azur. (version de 1590) (version actuelle) |
|       | Lozna |
|       | Liouban D'azur, à une terrasse de gueules montée d'une fasce d'or, le tout surmonté d'une massette de roseau d'or feuillée de même et accompagné de deux oiseaux également d'or.                                                       |

## M
| Image | Nom de la ville et blasonnement |
| ----- | --- |
|       | Moguilev D'azur à une tour d'argent maçonnée de sable et girouettée d'argent sur une terrasse de sinople (version de 1577) Ou Coupé, au premier d'or à un buste d'aigle bicéphale d'argent couronné d'or et surmonté d'une couronne royale de même, au second à un Pahonie de gueules sur une terrasse tannée (version de 1781) Ou D'azur, un château de trois tours d'argent maçonnées de sable, celle du milieu ornée en chef d'un ovale de gueules à un Pahonie ; un chevalier d'argent sortant par une porte d'azur du château, le tout sur une terrasse de sinople. (version actuelle) |
|       | Marina Horka D'azur, à une Vierge de carnation auréolée d'or et vêtue de gueules et d'azur, présentant dans ses bras un suaire d'argent, entourée par un cartouche orangé liseré de geules et soutenue par un nuage d'argent. |
|       | Masty Coupé, au premier de gueules à un pont d'or maçonné de sable, au second d'azur à un radeau d'argent. |
|       | Mazyr D'azur, à un aigle éployé de sable, armé et becqué d'or (version actuelle) Ou Version de 1562. |
|       | Maladetchna D'azur, à une Vierge éplorée de carnation vêtue d'or, de gueules et d'azur, présentant une écharpe d'or et d'azur et soutenue par un nuage d'argent. |
|       | Malaryta D'azur, en chef à dextre deux feuilles de chêne d'argent ornées de trois glands de même, le tout surmonté d'une couronne royale également d'argent. |
|       | Miadzel D'azur, au château d'argent maçonné de sable du lieu, les trois tours girouettées de fanions d'argent à une croix de gueules, sur une terrasse de sinople. |
|       | Mikachevitchi De gueules, à un mur de gueules crénelé en pointe, un bourgeon d'argent en chef et une flèche en pointe. |
|       | Minsk D'azur à la Vierge au naturel vêtue de gueules et d'azur, sur un nuage d'argent, portée par deux anges au naturel vêtus d'argent et surmontés de deux chérubins de même. |
|       | Mir (Biélorussie) D'or, à un aigle de sable armé, couronné et becqué d'or, un mur de gueules maçonné de sable brochant sur le tout en pointe, trois fasces alésées d'argent brochant sur lui-même. |